# Schapur (Sohn Papaks)
Schapur war der älteste Sohn Papaks, der im Partherreich zu Beginn des 3. Jahrhunderts als Kleinkönig in Fars herrschte. Er war damit der ältere Bruder von Ardaschir I., dem Gründer des Sassanidenreichs.
Über Schapur liegen nur wenige Informationen vor, die vor allem auf Tabari beruhen. In manchen späteren orientalischen Quellen wird er übergangen, doch Tabari stützte sich auf sassanidische Quellen, und Schapur ist auch inschriftlich und durch Münzfunde belegt.
Schapurs Vater Papak hatte sich (wohl 205/6) erfolgreich gegen den parthischen Kleinkönig in Istachr erhoben. Tabari zufolge hatte Papak danach um seine Bestätigung beim Partherkönig Artabanos IV. gebeten, um seinen ältesten Sohn Schapur als seinen Nachfolger einzusetzen. Dies hatte der Partherkönig abgelehnt, doch Papak erklärte Schapur dennoch zu seinem Nachfolger. Papaks jüngerer Sohn Ardaschir wollte dies nicht akzeptieren, so dass nach Papaks Tod (der genaue Zeitpunkt ist ungewiss, spätestens aber wohl 211/212) Ardaschir seinem älteren Bruder den Thron streitig machen wollte. Bevor es dazu kam, starb Schapur angeblich durch einen Unfall.
In der modernen Forschung wird davon ausgegangen, dass der ambitionierte Ardaschir die Nachfolgeregelung seines Vaters Papak nicht akzeptieren wollte und für den Tod Schapurs verantwortlich war. In diesem Zusammenhang vermutet Touraj Daryaee, dass die Erzählung bei Tabari, Ardaschir habe Papak überhaupt erst zur Revolte ermuntert, unzutreffend sei und es vielmehr Schapur gewesen sei, der seinem Vater half, die Lokalherrschaft in Fars zu erlangen. Der Name Schapur („Sohn des Königs“) scheint zuvor auch nicht in Gebrauch gewesen zu sein; womöglich hat Papak seinen ältesten Sohn und Thronerben programmatisch so genannt.